# Валелата Чентрале (Латина)
Валелата Чентрале је насеље у Италији у округу Латина, региону Лацио.
Према процени из 2011. у насељу је живело 140 становника. Насеље се налази на надморској висини од 99 м.